# DB-Baureihe V 52
Die Loks der Baureihe V 52 (ab 1968: Baureihe 252) waren zwei moderne Schmalspur-Diesellokomotiven, die 1964 für die Deutsche Bundesbahn gebaut wurden. Sie sollten den bis dahin mit Dampfloks durchgeführten Betrieb auf einer der beiden verbliebenen Meterspur-Strecken in Baden-Württemberg rationalisieren. Die zwei Loks der Baureihe V 52 sind bis auf die Spurweite von 1000 mm mit den drei Lokomotiven der Baureihe V 51 baugleich und gingen 1964 als V 52 901 und V 52 902 an die Schmalspurbahn Mosbach–Mudau, wo sie sich gut bewährten. Beide Loks wurden im Jahre 1973 an zwei deutsche Privatbahnen verkauft und zuvor im Herstellerwerk auf Normalspur umgespurt, später wurde jeweils eine Lok an ein Bauunternehmen und an die Schmalspurbahn Ferrovia Genova–Casella in Italien weiterverkauft, eine der beiden Maschinen wurde dazu auf Meterspur zurückgebaut. Beide Loks existieren noch.

## Geschichte

### Vorgeschichte
In den frühen 1960er Jahren verkehrten auf den verbliebenen Schmalspurbahnen in Baden-Württemberg größtenteils noch Züge, die von noch 13 betriebsfähigen Dampflokomotiven gezogen wurden, welche zu diesem Zeitpunkt in der Mehrzahl völlig überaltert waren. Um den Betrieb auf diesen ansonsten von der Stilllegung bedrohten lokalen Strecken mit einer Spurweite von 750 mm bzw. 1000 mm der Deutschen Bundesbahn zu modernisieren und zu rationalisieren, stellte das Land Baden-Württemberg Zuschüsse für Entwicklung und Bau zeitgemäßer Diesellokomotiven bereit.

### Entwicklung

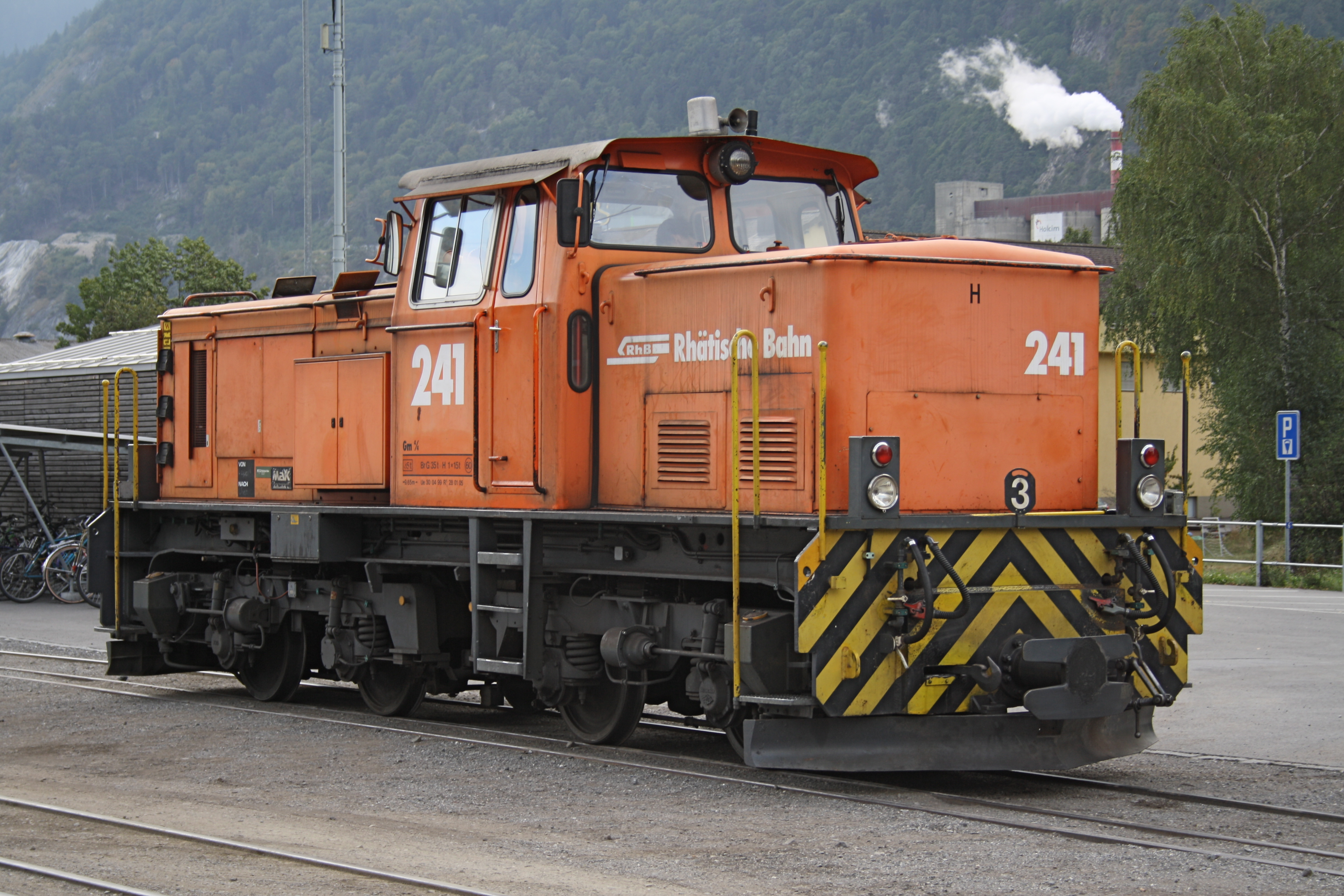
Vorgängerin der V52: MaK 400 BB, ehem. Alsen’sche Portland-Cement-Fabriken KG, bei der Rhätischen Bahn, 2009

Gefordert wurde von der Deutschen Bundesbahn daraufhin eine zugstarke Lokomotive mit nicht zu hoher Achslast, die sowohl zum Einsatz vor Personen- als auch Güterzügen selbst auf kleineren Gleisradien geeignet sein sollte. Dabei wurde weniger Wert auf eine hohe Geschwindigkeit denn auf eine robuste und wartungsfreundliche Konstruktion gelegt. Aufgrund der Zuschüsse des Landes kam für den Auftrag nur eine Firma innerhalb Baden-Württembergs in Betracht.
Die Firma Gmeinder in Mosbach/Baden entwarf daraufhin eine vierachsige Drehgestell-Diesellokomotive, deren Grundkonstruktion auf eine im Jahre 1958 von MaK (heute Vossloh Locomotives GmbH) in Kiel an die Alsen’sche Portland-Cement-Fabriken KG in Itzehoe gelieferte Maschine (Baureihe MaK 400 BB) mit einer Spurweite von 860 mm zurückging. Diese Schmalspur-Diesellokomotive, die sich gut bewährte, besaß lange schmale Vorbauten und ein in der Mitte angeordnetes Führerhaus. Nach ihrem Einsatz bei den Zementwerken wurde sie 1966 an die Kleinbahn Leer–Aurich–Wittmund verkauft und dort auf Meterspur umgespurt. Die von Gmeinder entworfenen Maschinen übernahmen wesentliche Merkmale dieser Werkslokomotive, inklusive der hydraulischen Kraftübertragung.

### Bau
Im Jahre 1963 nahm die Deutsche Bundesbahn den Entwurf von Gmeinder an, woraufhin die bekannte Mosbacher Lokomotivfabrik von MaK eine entsprechende Lizenz zum Bau der neuen Schmalspur-Diesellokomotiven für Baden-Württemberg erhielt. Der Bau der Lokomotiven verlief problemlos und Gmeinder lieferte im Jahre 1964 nach den üblichen Probefahrten insgesamt zwei Diesellokomotiven der Baureihe V 52 für 1000 mm Spurweite (Meterspur) an die DB. Die Fabriknummern von Gmeinder lauteten 5325 (V 52 901) und 5326 (V 52 902). Außerdem wurden im selben Jahr parallel dazu drei Diesellokomotiven der Baureihe V 51 ausgeliefert, die bis auf die Radsätze für 750-mm-Spurweite baugleich waren.

### Einsatz

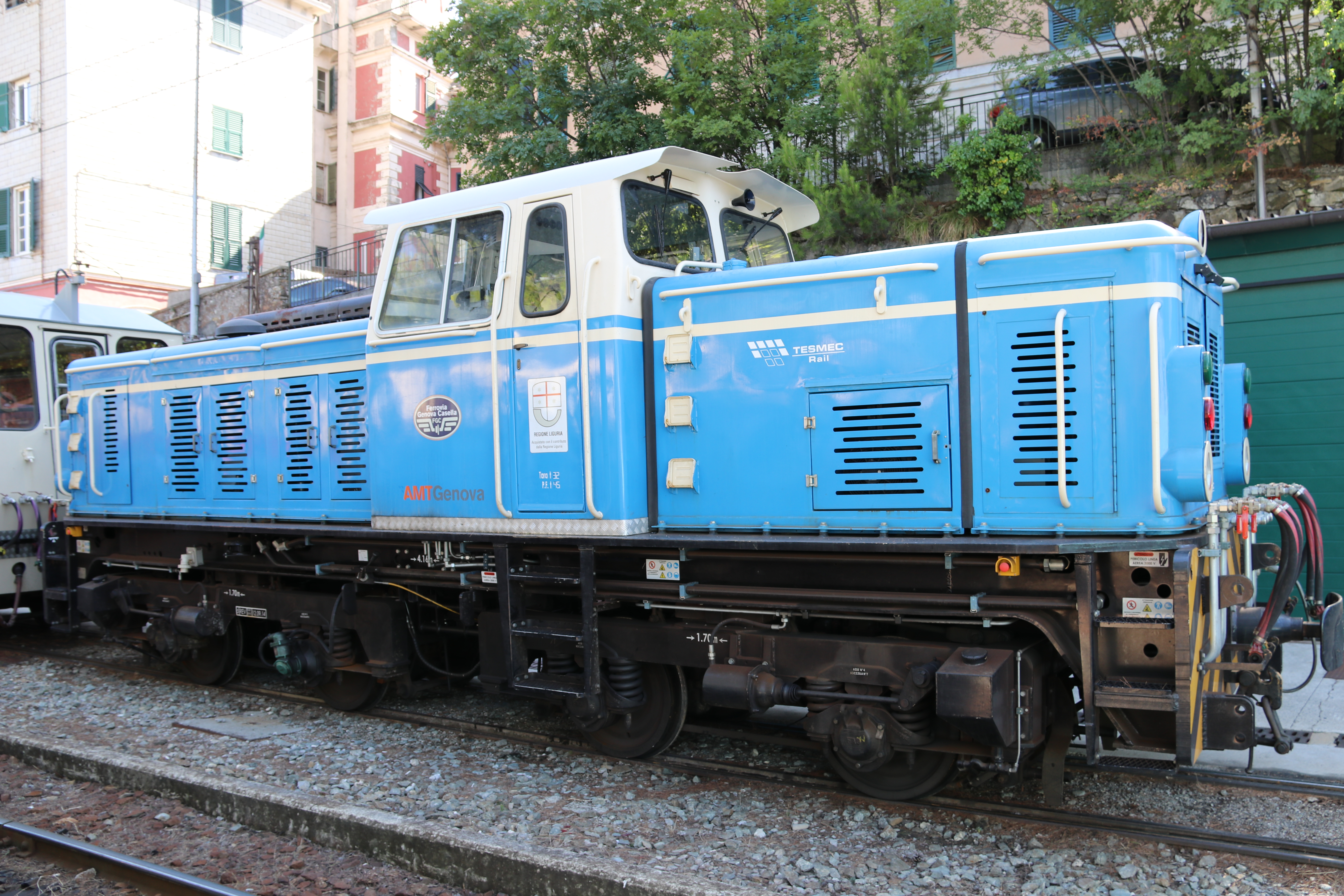
D1 der Ferrovia Genova Casella ex DB V52 902

Die zwei neuen Diesellokomotiven für 1000 mm-Spurweite wurden 1964 unmittelbar nach der Auslieferung mit den Betriebsnummern V 52 901 und V 52 902 an die Schmalspurbahn Mosbach-Mudau („Odenwaldexpreß“) übergeben, um die verbliebenen vier völlig überalterten Dampflokomotiven zu ersetzen. Beide Maschinen erwiesen sich von Anbeginn als gelungene Konstruktionen, die sich in jeder Hinsicht ausgezeichnet bewährten. Allerdings konnten auch diese damals modernsten schmalspurigen Diesellokomotiven den Niedergang der entsprechenden baden-württembergischen Lokalstrecken letzten Endes nicht komplett aufhalten, da es trotz aller Rationalisierungsmaßnahmen nicht mehr gelang, auf allen Schmalspurbahnen – davon zwei mit 1000-mm-Spurweite – einen wirtschaftlich rentablen Betrieb wiederherzustellen. Die Bahn von Mosbach nach Mudau konnte noch einen lebhaften Güterverkehr vorweisen, der Personenverkehr blieb mit einem einzigen täglichen Zugpaar dagegen eher schwach, so dass der Einsatz der V 52 bei der Deutschen Bundesbahn auf ihrer einzigen Einsatzstrecke nicht so lange wie ursprünglich vorgesehen anhielt.
Die beiden Lokomotiven bewährten sich bei der Schmalspurbahn Mosbach–Mudau aufgrund ihrer Zugstärke besonders im Güterverkehr, der wegen der über fünf bei der Strecke ansässigen produzierenden Unternehmen in Sattelbach, Krumbach, sowie Limbach eine relativ große Bedeutung besaß. Ein Rollwagenbetrieb ermöglichte den Transport von Güterwaggons der Normalspur auf der Meterspur. Daneben zogen beide Maschinen aber auch Personenzüge, oft auch welche die aus den ebenfalls mit Landesmitteln beschafften vierachsigen Personenwagen von 1965 zusammengesetzt waren. Aber alle Versuche, den Betrieb der Bahn zu rationalisieren, schlugen letztlich fehl. Nach fünf Jahren zuverlässigen Einsatzes bei der Schmalspurbahn von Mosbach nach Mudau wurden beide Lokomotiven, die seit dem 1. Januar 1968 den Normalspurfahrzeugen entsprechend dem neuen Baureihenschema der DB mit computerlesbaren Fahrzeugnummern als Baureihe 252 bezeichnet wurden, nach der Stilllegung dieser Bahn am 2. Juni 1973 aufgrund der Landeszuschüsse an zwei baden-württembergische Privatbahnen verkauft und auf Normalspur umgebaut. Außerdem wurde dabei das Führerhaus verbreitert, was zusammen mit einer späteren Erhöhung des mittig angeordneten Führerhauses bei der 252 901 für ein recht ungewohntes und wenig harmonisch proportioniertes Aussehen sorgte. Die 252 901 (ex V 52 901) ging als V 62 zur Albtalbahn in Karlsruhe, um dort im Güter- und Bauzugdienst zum Einsatz zu kommen. Die zweite Lok 252 902 (ex V 52 902) kam als VL 46.01 zur Südwestdeutschen Eisenbahn-Gesellschaft (SWEG; ab 1984: Südwestdeutsche Verkehrs-Aktiengesellschaft), welche sie in der Folge auf der Kaiserstuhlbahn einsetzte. Nach weniger als zehn Dienstjahren auf normalspurigen Gleisen wurden die beiden Maschinen 1985 über den Zwischenhändler NEWAG in Oberhausen an die italienische Firma Gleismac Italiana S.p.A. in Gazzo di Bigarello/Provinz Mantua verkauft. Die ehemalige V 52 901 gelangte von dort ohne bauliche Änderungen an das Bauunternehmen Francesco Ventura S.r.L. im süditalienischen Paola, sie trägt inzwischen die Nummer T 7152. Im Jahr 2004 konnte sie zwischen zahlreichen weiteren Fahrzeugen auf dem Betriebshof des Unternehmens gesichtet werden. Die zweite Maschine (ex V 52 902) wurde nach einem erneuten Umbau auf Meterspur, bei dem das ursprüngliche Aussehen wiederhergestellt wurde, an die Schmalspurbahn Ferrovia Genova–Casella in Genua verkauft. Dort wird sie – inzwischen in blauer Lackierung – als D1 für die Streckenunterhaltung und vor Sonderzügen eingesetzt.

## Technik
Die vierachsigen schmalspurigen Dieselhydraulischen Lokomotiven mit zwei Drehgestellen der Baureihen V 52 für 1000 mm und V 51 für 750 mm waren eine zur damaligen Zeit richtungsweisend moderne Konstruktion. Technisch eng verwandt waren die V 51 und V 52 mit der MaK 400 BB für 860 mm  Spurweite, welche im Jahr 1959 an die Alsen'schen Portland-Zementwerke in Itzehoe geliefert wurde. Die Kraftübertragung erfolgte ebenfalls über Hydraulik und einem Nachschaltgetriebe. Das etwas hochbeinige und relativ schmale Aussehen der Fahrzeuge kam daher, dass diese von Anbeginn für die kleinste geforderte Spurweite von recht schmalen 750 mm konstruktiv ausgelegt werden mussten und es sonst nicht anders möglich gewesen wäre, die Komponenten der hydraulischen Kraftübertragung mitsamt den Achsantrieben unterzubringen. Alle Maschinen besaßen zwei MWM-Dieselmotoren mit einer Leistung von jeweils 270 PS (199 kW) bei 1600/min im vorderen längeren Vorbau, wobei im kürzeren hinteren Vorbau der Hilfsdieselmotor, die Batterien, der Kompressor sowie die Druckluft- und Diesel-Tanks ihren Platz hatten. Die Kraftübertragung erfolgte über einen Drehmomentwandler vom Typ TwinDisc 11500 MS450 sowie einem von MaK hergestellten Nachschaltgetriebe vom Typ MaK 3.162.04. Die Lokomotiven waren für eine maximal zulässige Dienst-Geschwindigkeit von 40 km/h ausgelegt, die tatsächlich mögliche Höchstgeschwindigkeit lag bei etwa 65 km/h. Die Anfahrzugkraft lag für eine Diesellokomotive dieser Größe bei beachtlichen 13.200 kg (132,00 kN) maximal und 11.770 kg (117,70 kN) im Mittel. Die Lokomotiven verfügten über eine Sicherheitsfahrschaltung (Sifa). Alle Maschinen dieser Baureihe verfügten über eine Trichterkupplung.

## Fahrzeug-Chronik
- V 52 901 (ab 1968: 252 901): 1964 DB V 52 901; 1968 DB 252 901; 1974 AVG V 62 (davor Umspurung bei Gmeinder auf 1435 mm); 1984 NEWAG; 1984 Gleismac, Gazzo di Bigarello; 1987 Francesco Ventura, Paola T 7152; seit 2003 Casella in Italien. 2008 dort noch vorhanden.
- V 52 902 (ab 1968: 252 902): 1964 DB V 52 902; 1968 DB 252 902; 1974 SWEG V 46.01 (davor Umspurung bei Gmeinder auf 1435 mm); 1985 NEWAG; 1985 Gleismac, Gazzo di Bigarello; 1985/86 Umspurung auf 1000 mm; 1986 Ferrovia Genova–Casella, einer Schmalspurbahn in Italien[3]; dort in den 1990ern Umbau (Demontage des vorderen Vorbaus und Anbau eines Schneepflugs). 2014 Umbau durch Tesmec SpA mit einem neuen Motor und Umbau auf hydrostatischen Antrieb[4]

## Technische Daten
Konstruktionsdaten der Baureihe V 52 von 1964 nach Gmeinder & Co. GmbH, sofern nicht in Infobox enthalten
Abmessungen
- Kleinste befahrbare Abrundung am Ablaufberg: 50 m

Gewichte
- Gewicht je lfd. Meter: 4,07 t

Maschinenanlage
- Betriebsdrehzahl: 500–1600/min

Hilfsmotor
- Anzahl Hilfsmotoren: 1
- Hersteller Hilfsmotoren: MWM
- Typ: MWM AKD 412Z
- Leistung: 21,75 PS (16,20 kW)
- Betriebsdrehzahl: 2000/min

Kraftübertragung
- Hersteller Drehmomentwandler: TwinDisc
- Typ: 11500 MS450
- Hersteller Nachschaltgetriebe: MaK
- Typ: 3.162.04
- Übersetzungsverhältnis: 1,31:1
- Steuerung: pneumatisch

Kraftübertragung
- Hersteller Achsgetriebe: Gmeinder & Co.
- Vorlegeachstrieb Typ: GM 170 EVA/398
- Übersetzungsverhältnis: 3,98:1
- Achstrieb Typ: GM 170 E/285
- Übersetzungsverhältnis: 2,85:1
- Hersteller Gelenkwellen: GWB
- Motor-Getriebe: 367,5
- Getriebe-Achstrieb: 167,5
- Achstrieb-Achstrieb: 167,5

Zugkraft
- Max. Anfahrzugkraft am Radumfang: 13.200 kg (132,00 kN)
- Mittlere Anfahrzugkraft am Radumfang: 11.770 kg (117,7 kN)
- Zugkraft bei Vmax: 2.000 kg

Bremse
- Knorr-Druckluftbremse mit Führerbremsventil und direkter Bremse über Feinregelventil
- Höchster Betriebsdruck: 10 atü
- Antrieb: hydrostatisch (max. 8,7 PS)